# 샤프 PC-1500

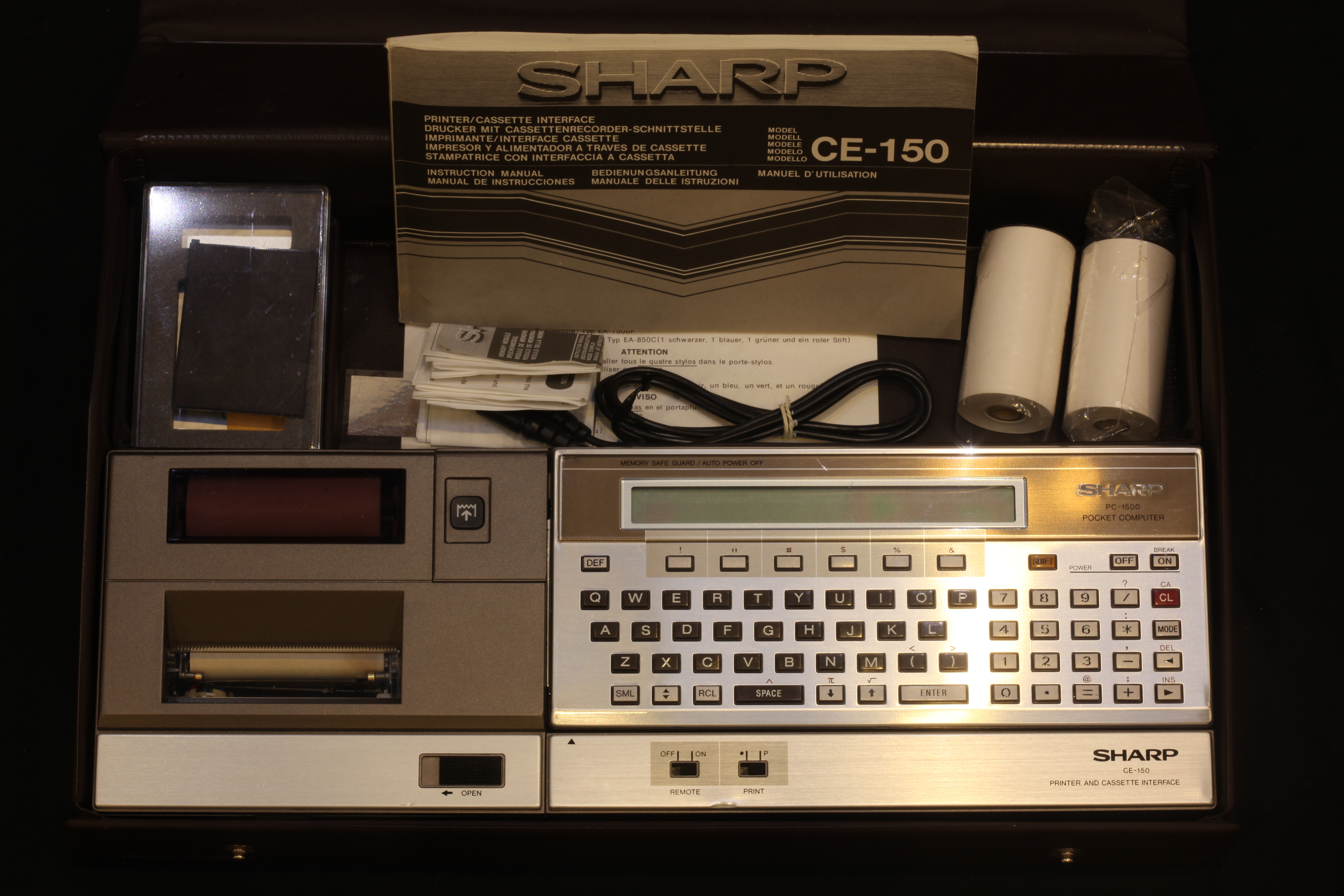

샤프 PC-1500(Sharp PC-1500)은 샤프 (기업)가 1981년부터 1985년 사이에 생산한 포켓 컴퓨터이다. 배지 변경(rebadged) 버전은 TRS-80 포켓 컴퓨터 PC-2로도 판매되었다.
전체 컴퓨터는 자일로그 Z80과 유사한 8비트 CPU인 LH5801을 중심으로 설계되었지만 모두 절전형 CMOS 회로에 배치되었다. 2KB의 온보드 RAM이 장착되어 있으며 프로그래밍 언어는 베이직이다. 나중에 독일 엔지니어들이 기계를 위한 어셈블러를 제공했다. 나중에는 C 컴파일러도 뒤따랐다. 외부 슬롯을 사용할 수 있으며 메모리(4KB ~ 32KB) 및 ROM 모듈을 수용한다.